# ملاحو كثيب
ملاحو كثيب (بالإنجليزية: Navigators of Dune)‏ هي رواية خيال علمي صدرت عام 2016 بقلم برايان هربرت وكيفن أندرسون، تدور أحداثها في عالم كثيب الذي ألَّفه فرانك هربرت. وهي الكتاب الثالث من ثلاثية مدارس كثيب العظيمة التمهيدية، والتي تعد في حد ذاتها تكملة لثلاثية أساطير كثيب.

## الخلفية
بعد مرور ما يقرب من قرن على أحداث رواية "كثيب: معركة كورين" الصادرة عام ٢٠٠٤، تُواصل الرواية توثيق بدايات مدارس بيني جيسريت، ومنتات، وسوك، بالإضافة إلى نقابة الفضاء، التي تُهددها القوى المستقلة المناهضة للتكنولوجيا التي اكتسبت نفوذًا في أعقاب جهاد بتلر. تُوثّق ثلاثية "مدارس الكثيب العظيمة"، التي ذكرها أندرسون لأول مرة في منشور مدونة عام ٢٠١٠، السنوات الأولى لهذه المنظمات، التي تبرز بشكل بارز في روايات "الكثيب" الأصلية.
في مقابلة عام ٢٠٠٩، صرّح أندرسون بأن الرواية الثالثة والأخيرة ستحمل عنوان "سادة سيوف الكثبان الرملية"، ولكن بحلول عام ٢٠١٤، أُعيدت تسميتها إلى "ملاحو الكثبان الرملية". في ٢٧ يوليو ٢٠١٥، عرض أندرسون غلاف رواية "ملاحو الكثبان الرملية" على تويتر، مُشيرًا إلى صدورها عام ٢٠١٦. نُشرت الرواية في ١٣ سبتمبر ٢٠١٦.
نُشرت قصة قصيرة تمهيدية بعنوان "الكثبان الرملية: الطاعون الأحمر" على موقع Tor.com في ١ نوفمبر ٢٠١٦.